# Myrmica caucasicola
Myrmica caucasicola  (лат.) — вид мелких муравьёв рода Myrmica (подсемейство мирмицины).

## Распространение
Закавказье: Азербайджан, Армения. Горные леса на высотах 700-1600 м.

## Описание
Мелкие коричневые муравьи длиной около 5 мм с длинными шипиками заднегруди. Стебелёк между грудкой и брюшком состоит из двух члеников: петиолюса и постпетиолюса (последний четко отделен от брюшка), жало развито, куколки голые (без кокона).

## Систематика
Близок к видам группы Myrmica schencki (Myrmicini). Вид был впервые описан в 1934 году русским энтомологом Константином Владимировичем Арнольди (1903—1980) и назван по имени первого места нахождения (Кавказ)